# 유라정 (돗토리현)
유라정(由良町)은 돗토리현 야바세군·도하쿠군에 설치되었던 정이다. 현재의 호쿠에이정에 해당한다.

## 역사
- 1889년 10월 1일 - 정촌제 시행에 의해 야바세군 유라촌이 성립하였다.
- 1896년 4월 1일 - 군 통합에 의해 도하쿠군에 소속되었다.
- 1916년 3월 1일 - 정으로 승격해 유라정이 되었다.

## 교통

### 철도
- 일본국유철도
  - 산인본선

## 참고문헌
- 角川日本地名大辞典 31 鳥取県
- 『市町村名変遷辞典』東京堂出版、1990年。